# Place Paul-Painlevé (Nancy)
Pour les articles homonymes, voir Place Paul-Painlevé.
La place Paul-Painlevé, voie également surnommée le Bon-Coin, est une place de la commune de Nancy, dans le département de Meurthe-et-Moselle, en région Lorraine.

## Situation et accès
Située dans le quartier Haussonville - Blandan - Donop, la place Paul-Painlevé se trouve au carrefour des rues de Villers, du Vieil-Aître, Aristide-Briand, Émile-Bertin, du Sergent-Blandan et de Mon-Désert.
accès
Les lignes 10, 11, 16 et Brabois Express desservent la place, aux différents arrêts « Painlevé ».

## Origine du nom
Cette place porte le nom du mathématicien, homme politique et président du Conseil de la Troisième Republique Paul Painlevé (1863-1933).

## Historique
La place est créée en 1895 et aménagée en 1905. Depuis le XVIIe siècle, ce carrefour est le point de rencontre des anciens chemins vicinaux de Villers, de l'Étang (actuellement rue de Gabriel-Mouilleron) et de Saint-Charles (actuellement rue du Sergent-Blandan).
Son ancien nom, place du Bon Coin ou Bon Coin, est celui d'un auberge campagnarde disparue au XVIIIe siècle.
La dénomination actuelle date de 1940.

## Bâtiments remarquables et lieux de mémoire

Le Bon Coin Autrefois
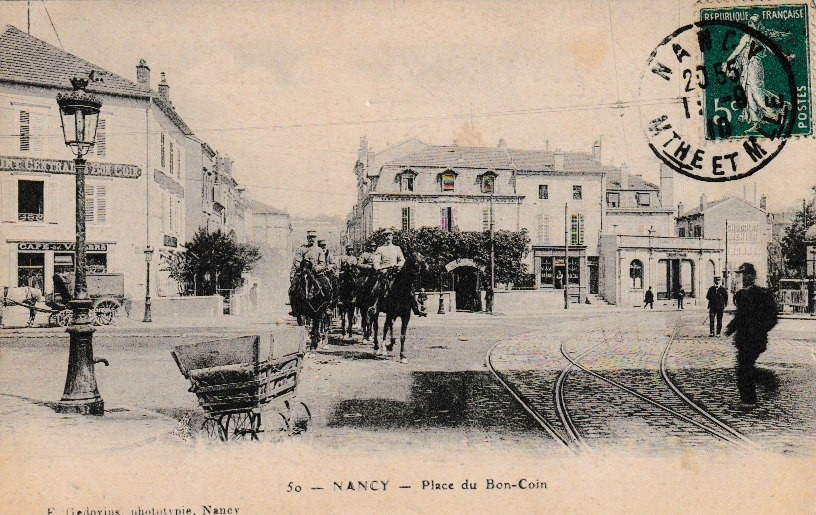
La cavalerie en 1910
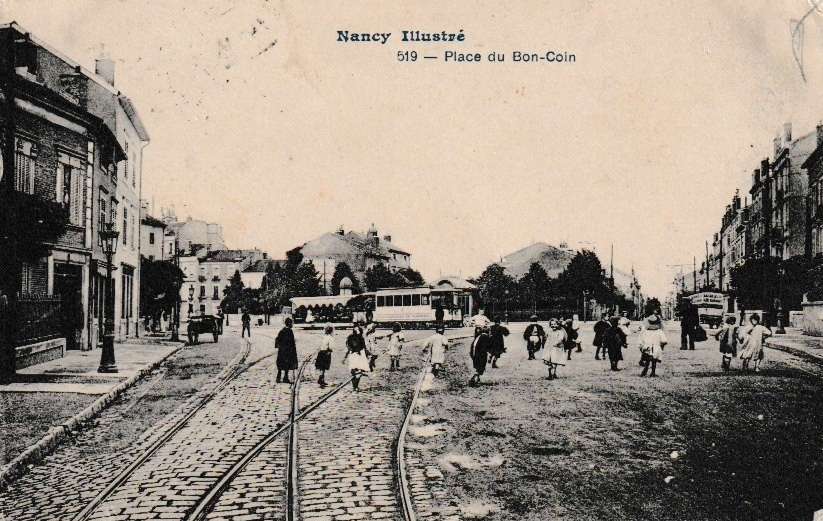
Tramway et enfants en 1916
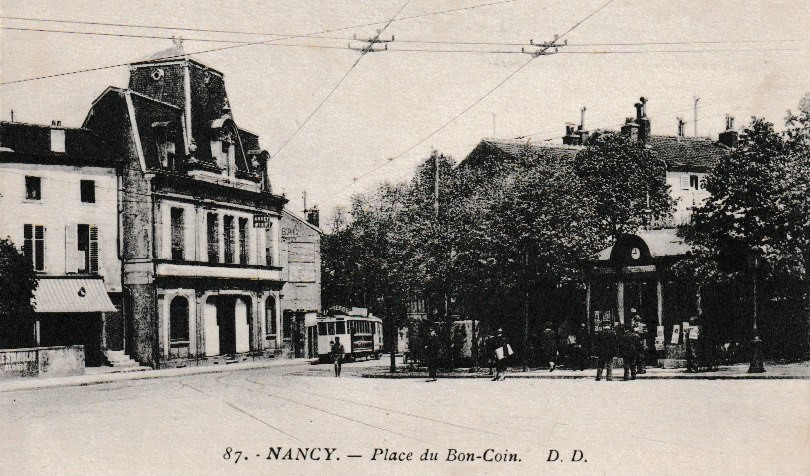
Le kiosque du tramway en 1929